# Liste des traditions vivantes du canton du Valais
La liste des traditions vivantes du canton du Valais est un inventaire des traditions locales et vivantes effectué par le canton du Valais.

## Histoire
Cette liste comprend 15 traditions locales. Elle a été établie dès 2010 sur demande de l'Office fédéral de la Culture afin de dresser l'inventaire du patrimoine culturel immatériel du pays dont la tenue est prescrite par la Convention de l'UNESCO pour la sauvegarde du patrimoine culturel immatériel. Une commission de spécialistes et de responsables d'institutions cantonales a été formée dans ce but, sous la houlette du service de la culture du Département de l’éducation, de la culture et du sport. Sur les 15 traditions retenues par cette commission et proposées par le canton, l'Office fédéral de la culture en a finalement retenu neuf.

## Liste
- L'Abschied vom Gantertal
- Avalanches : les savoir-faire en relation avec la gestion des risques liés à la pente[2]
- L'élevage traditionnel et les combats de reines[2]
- le groupe folklorique Champéry 1830
- Les consortages[2]
- La cueillette et la culture des plantes sauvages[2]
- La Fête-Dieu à Savièse[2]
- Les fifres et tambours[2]
- L'Italianità[2]
- Le patois valaisan[2]
- Le travail de la pierre ollaire à Bagnes
- Les rituels funéraires
- Le théâtre de l'homme sauvage dans le Haut-Valais
- Les Tschäggättä du Lötschental[2]
- La culture du seigle et le pain de seigle